# 돈, Cry For Me
"돈, Cry For Me"(Don't Cry for Me)는 한국에서 제작된 박종일 감독의 2000년 드라마 영화이다. 손인우 등이 주연으로 출연하였다.

## 출연

### 주연
- 손인우
- 김정환
- 정현우

## 기타
- 조명: 김용철
- 음향: 정진욱